# カトリック宮津教会
カトリック宮津教会（カトリックみやづきょうかい）は、京都府宮津市宮本にあるカトリックのキリスト教会。2016年の丹後地方（旧宮津ブロック）6小教区の統合後は「カトリック丹後教会 宮津教会堂」が正式名称である。京都司教区に属する。教会内の聖ヨハネ天主堂は2024年（令和6年）1月19日に「宮津洗者聖若翰天主堂（みやづせんじゃ よはね てんしゅどう）」の名称で国の重要文化財に指定されている。

## 沿革

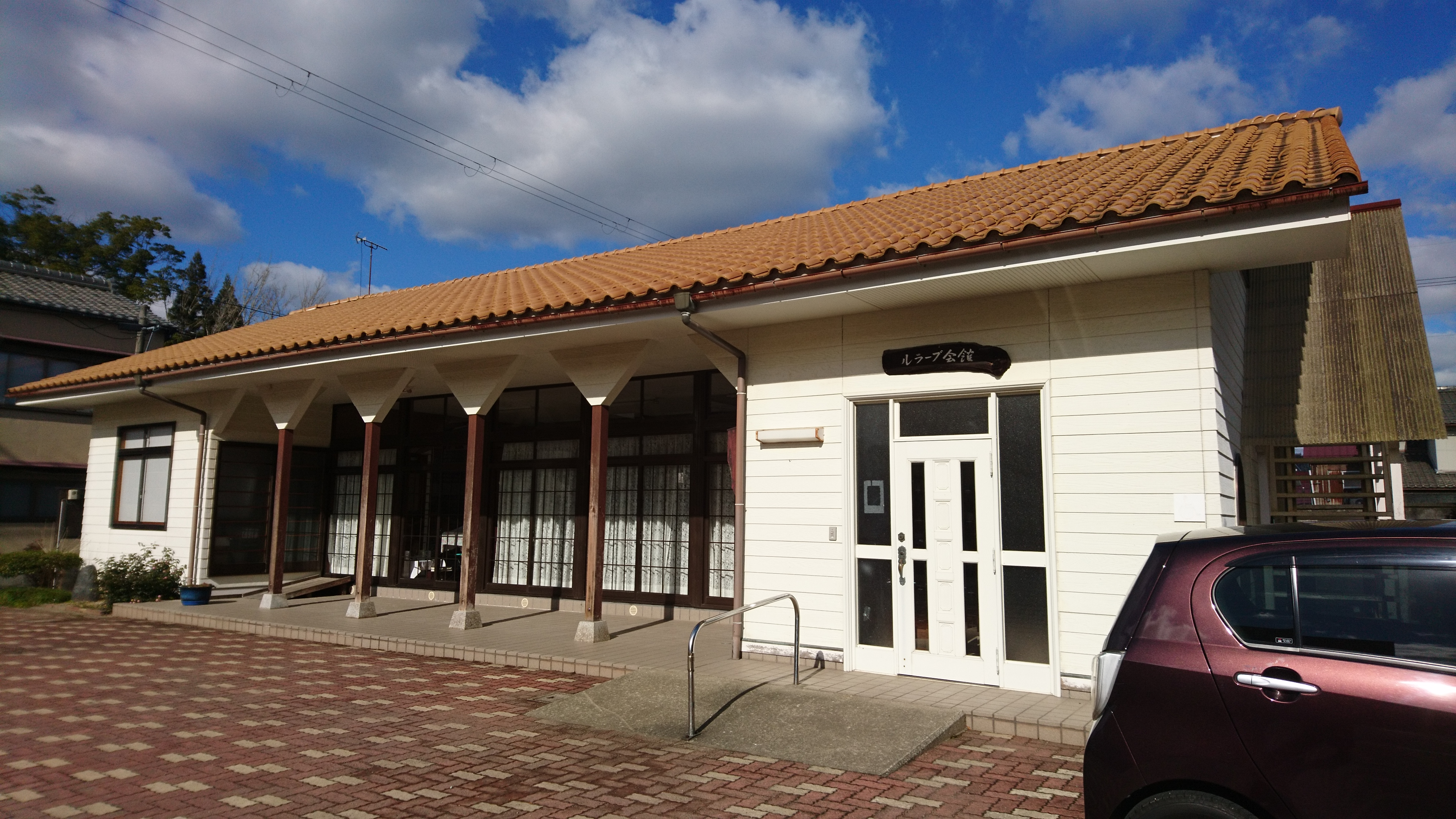
ルラーブ会館

1885年（明治18年）に日本にやってきたフランス人宣教師である神父のルイ・ルラーブは、1888年（明治21年）に与謝郡宮津町での伝道を開始する。ルラーブは福井県南部（若狭）から兵庫県北部（但馬）までの範囲を受け持っていた。1895年（明治28年）に地元の有力者である田井五郎衛門から土地の寄贈を受け、1895年（明治28年）に聖ヨハネ天主堂の建設に着工すると、1896年（明治29年）に竣工、宮津カトリック教会の献堂式が行われた。
1907年（明治40年）には教会の敷地内に宮津裁縫伝習所（京都暁星高等学校の前身）が設立された。1927年（昭和2年）には北丹後地震でこの地域が大きな被害を受け、戸塚文卿を中心とするカトリック医療団が救護活動を行った。1932年（昭和7年）には聖母訪問会が宮津町を訪れ、1933年（昭和8年）には宮津暁星裁縫学校（京都暁星高等学校の前身）が開校した。1935年（昭和10年）にはルラーブの来日50周年が祝われ、1936年（昭和11年）には宮津暁星幼稚園が開園した。1941年（昭和16年）にはルラーブが83歳で死去した。
1950年（昭和25年）から宮津教会はレデンプトール会が担当するようになった。1989年（平成元年）にはルラーブが宮津を訪れて100周年の記念行事として、信徒会館であるルラーブ会館が建設された。1996年（平成8年）5月6日には京都教区長の司教田中健一によって献堂100周年の記念ミサが捧げられた。
2019年（令和元年）、聖ヨハネ天主堂の京都府指定有形文化財への指定が答申され、2021年（令和3年）11月5日の告示で正式に指定された。2023年（令和5年）には国の重要文化財への指定が答申され、2024年（令和6年）1月19日の告示で正式に指定された。

## 建築

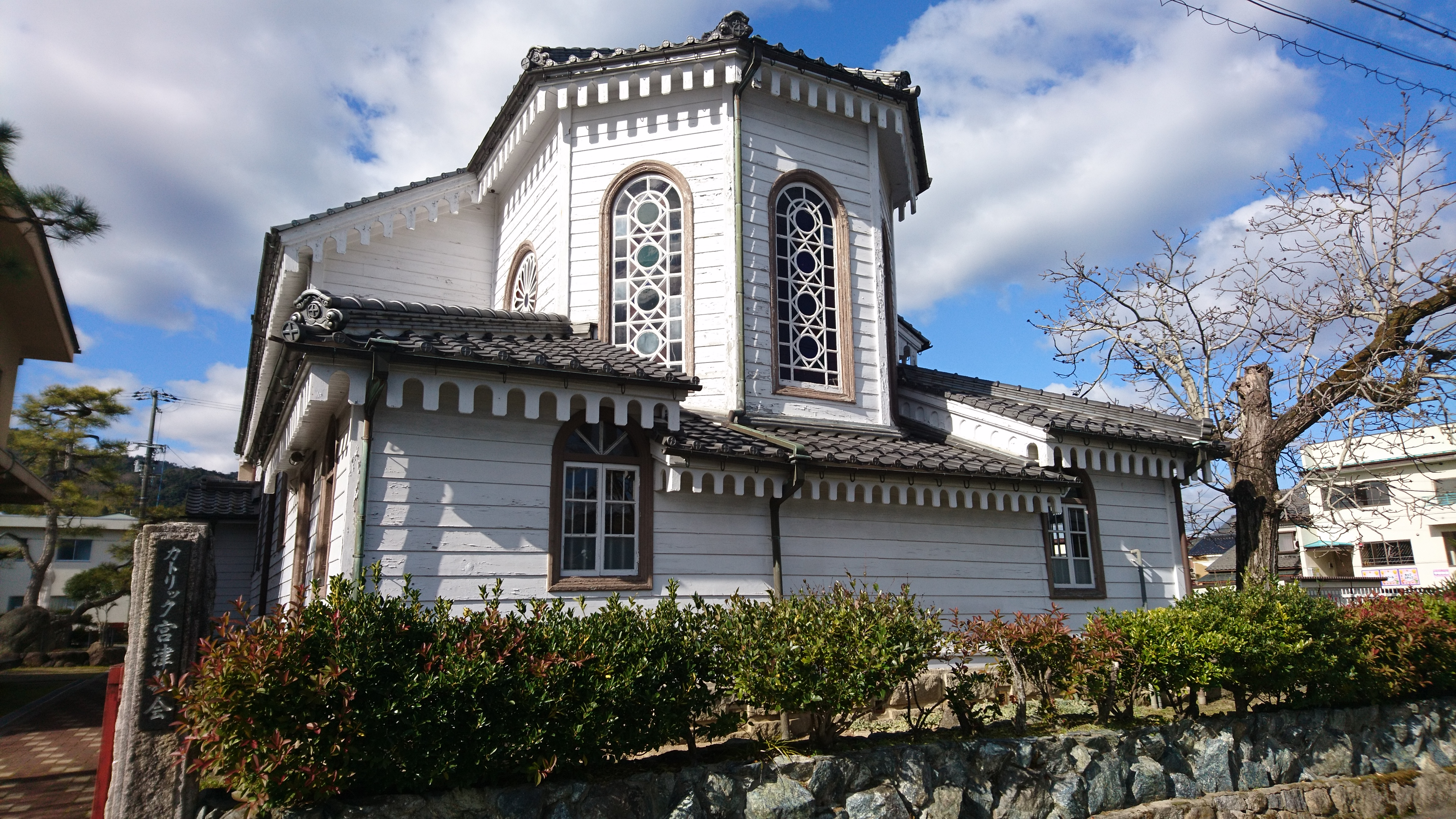
東面

聖ヨハネ天主堂は木造平屋建であり、三廊式バシリカ形式が採用されている。建築面積は210平方メートル。設計はルラーブ自身であり、施工は地元の大工である太井正司。ロマネスク様式を基調としており、交差ヴォールトの形状を模した天井、クロケット・キャピタルを持つ独立柱など、細部にわたって装飾性が高い。円柱には欅材が用いられ、床は畳敷きであるなど、和洋折衷の教会建築である。
建築形式や手法には1890年（明治23年）に完成したカトリック河原町教会・初代聖堂（現在は愛知県犬山市の博物館明治村に移築）との共通点が多い。天主堂は小規模ではあるものの、長崎県長崎市の大浦天主堂に匹敵するほど古いものであり、「日本で2番目に古いカトリック天主堂」、「現役では日本最古の木造教会堂」とされる。1927年（昭和2年）の北丹後地震では一部が損傷し、玄関周りや外壁仕上げなどが改修された。京都府文化財保護基金によって「京都の明治文化財」に指定されている。信徒のほかに、観光客が年間1万人ほど訪れるという。

## 基本情報
- 所在地 : 京都府宮津市字宮本500番地
- アクセス : 京都丹後鉄道宮津駅から徒歩約5分